# Henrique IV de Inglaterra
Henrique IV de Inglaterra (Bolingbroke, 15 de abril de 1367 — Londres, 20 de março de 1413), também chamado de Henrique de Bolingbroke, foi o Rei da Inglaterra de 1399 até sua morte. Era filho de João de Gante, 1.º Duque de Lencastre, e neto do rei Eduardo III, tendo tomado o trono depois de depor seu primo Ricardo II. Henrique IV da Inglaterra governou como rei de 1399 a 1413. Conhecido como Henrique Bolingbroke, duque de Lancaster antes de se tornar rei, Henrique entrou em confronto com seu primo Ricardo II da Inglaterra e foi exilado em 1397. Retornando à Inglaterra com um pequeno exército no verão de 1399, Henrique tornou-se rei quando o apoio de Ricardo entrou em colapso. Iniciando seu reinado com o assassinato de seu antecessor, Henrique enfrentaria grandes rebeliões na Inglaterra e no País de Gales, e ele frequentemente entrava em conflito com o Parlamento, particularmente o "Longo Parlamento" de 1406. Henrique foi o primeiro dos reis da Casa de Lancastre e foi sucedido por seu filho Henrique V da Inglaterra.
A sua vida encontra-se retratada em Henrique IV, uma peça em duas partes de William Shakespeare.
Henrique IV era irmão da Rainha de Portugal, D. Filipa de Lencastre (Primeira rainha da dinastia de Avis).

## Nascimento e Família

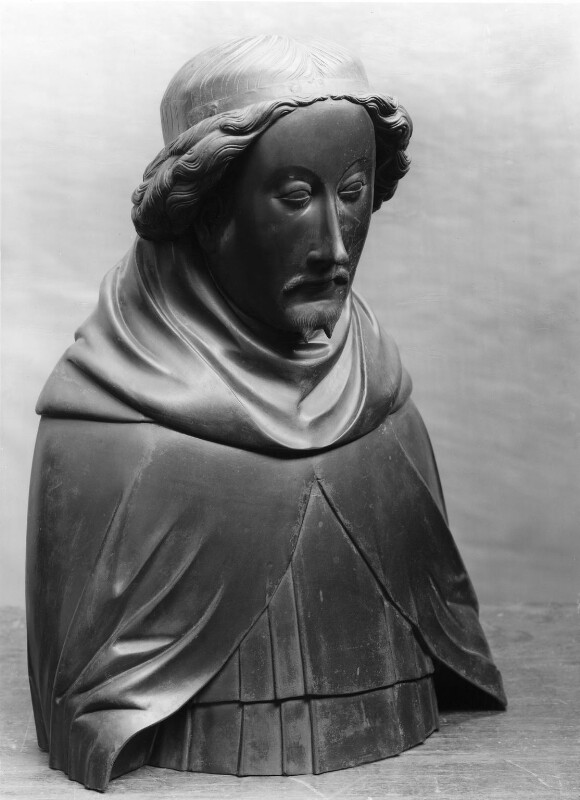
Busto de Ricardo II da Inglaterra, datada de 1873.

Henrique nasceu em 15 de abril de 1366 no Castelo de Bolingbroke em Lincolnshire, filho de João de Gante (1340-1399) e de Branca de Lencastre.
João de Gante era o terceiro filho do rei Eduardo III da Inglaterra (1327-1377) e, portanto, um pretendente do trono de Ricardo II (que era neto de Eduardo III e filho de Eduardo, o Príncipe Negro (1330-1376). João era uma figura poderosa, mas impopular, que foi preterida ao trono por apoiar nobres corruptos e funcionários identificados pelo Parlamento. Branca de Lancastre era filha de Henrique, duque de Lencastre, o nobre mais rico e poderoso do reino na altura.
O jovem nobre recebeu o título de conde de Derby, o primeiro de muitos que iria adquirir ao longo de sua vida.
As irmãs mais velhas de Henrique eram Filipa de Lencastre, rainha de Portugal e Isabel de Lencastre, duquesa de Exeter.
A mãe de Henrique morreu de peste aos 22 anos, quando ele tinha apenas três anos de idade. O seu pai voltou a casar-se três anos depois, em 1371, com Constança de Castela, na altura com 17 anos. Desta união, nasceu a meia-irmã de Henrique, Catarina de Lencastre. Esta união foi meramente política. Constança era a filha mais velha de Pedro I de Castela e João ambicionava a coroa daquele reino para si, tendo chegado mesmo a assinar documentos como "Nos el rey". No entanto, após a morte de Constança em 1394, João de Gante desistiu das suas pretensões, mas conseguiu enriquecer bastante com a união.
Pouco antes ou depois do seu casamento com Constança, João de Gante começou a ter um caso com Catarina Swynford, a governanta das suas filhas. Deste caso nasceram quatro filhos que receberam o apelido de Beaufort, em virtude do seu local de nascimento no Château de Beaufort em Auvergne-Rhône-Alpes. Eles eram: João Beaufort, Henrique Beaufort, Tomás Beaufort e Joana Beaufort.
Catarina Swynford fazia parte do séquito de Constança de Castela e acabou por ser a principal figura materna de Henrique, que se tornou bastante próximo das suas irmãs e meios-irmãos.

### Juventude
Henrique teve uma educação nobre típica, onde mostrou talento para o torneio medieval, coragem, piedade e interesse pela literatura. O jovem Henrique teve sua cota de aventura quando foi duas vezes lutar contra os pagãos na Lituânia como parte das antigas Cruzadas do Norte (século XII-século XV) ao lado dos Cavaleiros Teutônicos. Também haveria uma peregrinação a Jerusalém antes que ele se concentrasse em suas ambições na Inglaterra.
A habilidade que demonstrava nos torneios medievais, as suas viagens pela Europa e participação em cruzadas e a grande influência exercida pelo seu pai, fizeram de Henrique um dos nobres mais populares do seu tempo.

## Rivalidade com Ricardo II

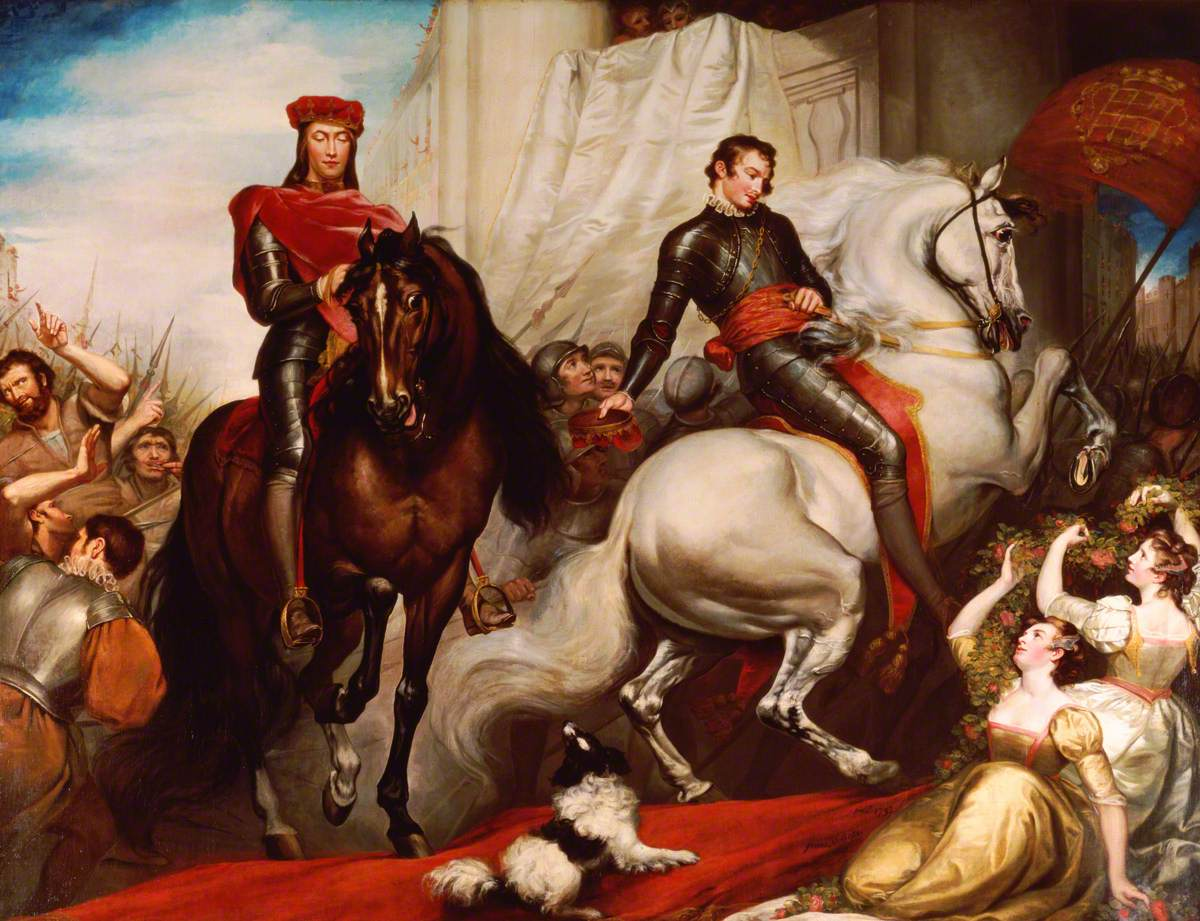
A entrada de Ricardo e Henrique Bolingbroke em Londres.

Henrique teve uma relação inconstante com o rei Ricardo II. Eles eram primos diretos, tinham a mesma idade e foram companheiros de brincadeiras durante a infância, para além de se terem juntado à Ordem da Jarreteira juntos em 1377. No entanto, Henrique fez parte de um grupo descontente de nobres que se opôs ao favoritismo do rei em relação a Robert de Vere, conde de Oxford. Ricardo tornou o extremamente impopular de Vere o duque da Irlanda em dezembro de 1387. Os insatisfeitos barões agiram derrotando de Vere e seus partidários na Batalha de Radcot Bridge, perto de Oxford. Henrique era então um dos cinco Lordes Recorrentes que convocaram o "Parlamento Impiedoso" para tirar o poder do ainda jovem Ricardo II. O rei teria sua vingança, porém, em 1397 quando, mais velho, mais sábio e mais seguro em seu trono, ele reuniu os conspiradores e os executou ou exilou. Henrique, o primo do rei, estava, felizmente para ele, na última categoria.
Inicialmente, parecia que Henrique havia sobrevivido ao expurgo do rei, mas uma briga entre Bolingbroke e Thomas Mowbray, duque de Norfolk os dois lordes recorrentes sobreviventes, arquitetado por Ricardo, resultou em dois duques se enfrentando num duelo em Coventry em setembro de 1398. Com uma enorme multidão esperando ansiosamente para testemunhar o final de um evento rico em pompa, o rei deu um passo à frente e proibiu os dois de lutar. Ricardo então exilou Mowbray para o resto da vida e Bolingbroke por dez anos. Henrique foi para Paris, mas estaria de volta à Inglaterra muito mais cedo do que Ricardo esperava. Em 3 de fevereiro de 1399, João de Gante morreu e Henrique tornou-se duque de Lancaster. Henrique agora tinha uma desculpa para retornar à Inglaterra ele poderia alegar que queria de volta o que era seu por direito, as terras da família Lancastre que Ricardo havia tomado para si. O rei também estendeu o exílio de Henrique de 10 anos para a vida. No final das contas, porém, Henrique voltaria não apenas para reivindicar suas propriedades, mas também um prêmio muito maior.

## Ascensão ao Trono
Henrique partiu de Boulogne e desembarcou em Spurn Head no nordeste da Inglaterra com um pequeno exército, talvez apenas 300 homens, e então marchou para o sul para reivindicar sua reivindicação em junho-julho de 1399. O momento da invasão foi excelente porque Ricardo estava na Irlanda. Sem seu rei, o apoio monarquista desapareceu, talvez, também, porque Ricardo nunca foi tão popular com sua estranha escolha de companheiros da corte e distinta falta de entusiasmo em levar a guerra aos franceses durante a Guerra dos Cem Anos (1337- 1453).
A guerra com os franceses havia começado fantasticamente bem para a Inglaterra, mas com o reinado de Ricardo, Carlos V da França, também conhecido como Carlos, o Sábio, garantiu que as únicas terras restantes na França pertencentes à Coroa Inglesa fossem Calais e uma fina fatia da Gasconha. Os piratas franceses estavam causando tumulto no Canal da Mancha e muitos barões ingleses queriam uma guerra mais direta do que a que eles estavam testemunhando. Ricardo falhou em duas das áreas mais importantes que se esperava que um rei medieval se saísse bem: ganhar vitórias militares para trazer dinheiro e terras e produzir um herdeiro homem. Quando essas falhas foram adicionadas à sua abordagem ditatorial do governo, fica mais claro por que os barões alimentavam a ideia de uma mudança no governante, especialmente porque Henrique era um líder militar capaz, tinha uma personalidade forte e ele próprio tinha sangue real.

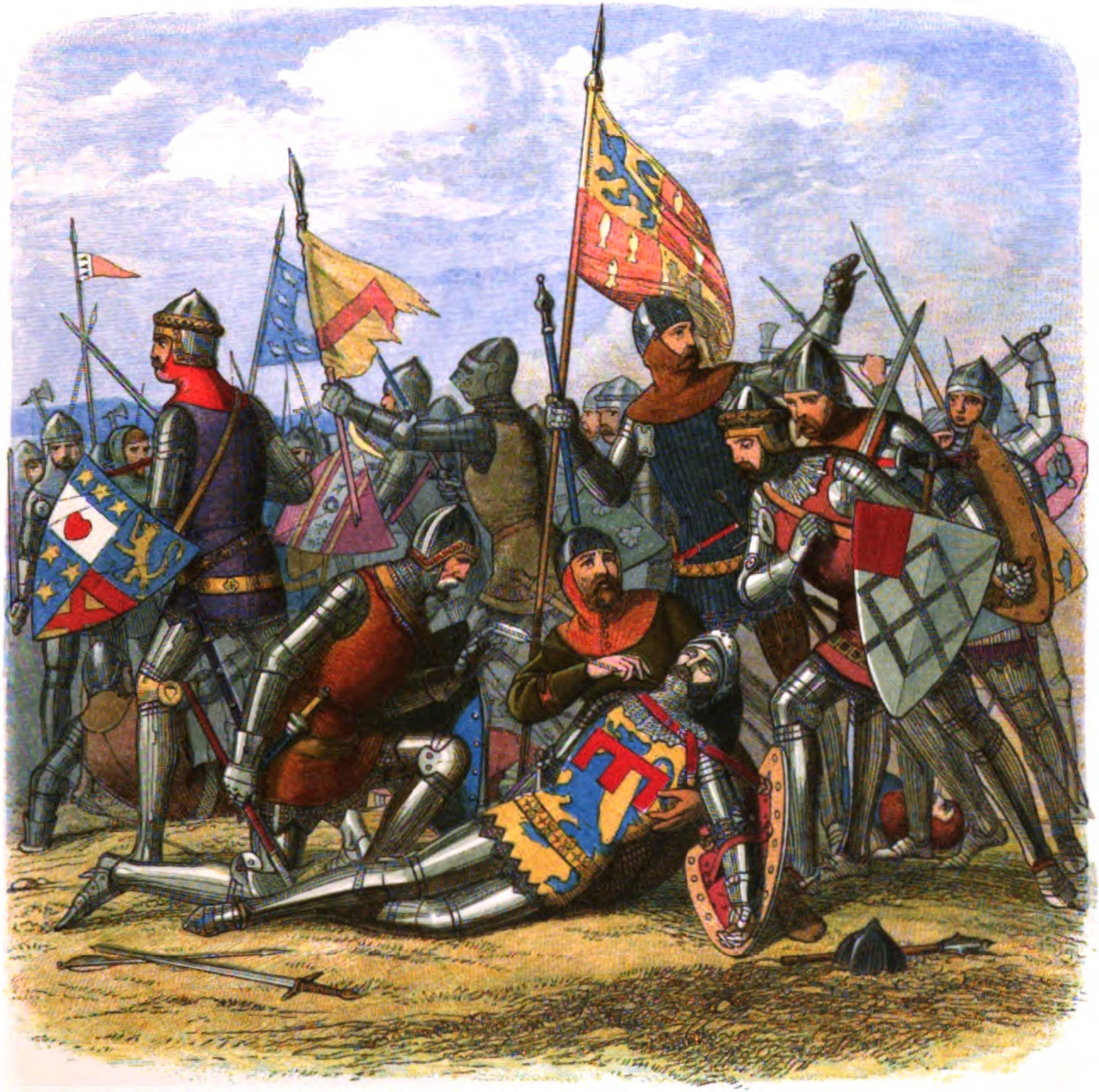
Henry "Hotspur" Percy se rebela contra Henrique IV e morre na Batalha de Shrewsbury.

Em agosto de 1399, Ricardo voltou da Irlanda e foi atraído para fora do esconderijo no Castelo Conwy, no País de Gales, apenas para ser preso na Torre de Londres. Em 29 de setembro, Henrique obrigou Ricardo a assinar sua própria abdicação. Em 30 de setembro, o Parlamento nomeou oficialmente Henrique como sucessor de Ricardo, e então Henrique Bolingbroke foi coroado Henrique IV da Inglaterra em 13 de outubro de 1399 em uma cerimônia suntuosa na Abadia de Westminster. Em um curioso incidente, o rei deixou cair a moeda de ouro que os monarcas recém-coroados deveriam oferecer cerimoniosamente a Deus. A moeda rolou e nunca mais foi vista, um mau presságio, de fato. Para sinalizar o início de uma nova era, na véspera de sua coroação, Henrique criou um novo grupo de cavaleiros medievais chamados Cavaleiros de Bath (o que mais tarde se tornaria a cavalaria Ordem de Bath). Henrique, que tomava banho todas as semanas uma frequência incomum para a Idade Média criou 46 desses cavaleiros e todos eles tiveram que tomar banho como um sinal de purificação e serem abençoados por um sacerdote antes de serem investidos. Em 14 de fevereiro de 1400, o ex-rei foi assassinado no Castelo de Pontefract, em Yorkshire, quase certamente porque houve alguns esforços, embora menores, por parte dos leais a Ricardo para colocá-lo de volta no trono. Henrique até colocou o corpo de Ricardo em exibição pública na Torre de Londres, caso algum suposto rebelde pensasse que ele ainda poderia estar vivo e pronto para liderar um golpe. Os Plantagenetas que governaram a Inglaterra desde Henrique II da Inglaterra foram substituídos pela Casa de Lancastre.

## Rebelião
Henrique enfrentou uma crise imediata em setembro de 1400 no País de Gales, onde Owain Glyn Dwr (nascido em 1359) havia se declarado Príncipe de Gales. Ainda mais ameaçador, o galês tinha o apoio do conde de March, cujo filho Edmund Mortimer, como tataraneto de Eduardo III, era um possível candidato ao trono de Henrique. Também apoiando os galeses estavam os franceses aproveitando, como sempre, qualquer oportunidade para desestabilizar o trono inglês. Enquanto isso, os barões ingleses tramavam uma rebelião própria na Inglaterra. O grupo de descontentes incluía nomes notáveis como o conde de Worcester, o conde de Northumberland e o célebre cavaleiro medieval Sir Henry 'Hotspur' Percy (1364-1403).
Henrique se voltou para o problema inglês e enfrentou os barões rebeldes em 21 de julho de 1403 na Batalha de Shrewsbury. O exército do rei saiu vitorioso, Henrique lutou com coragem, Sir Percy foi morto e Worcester executado. O conde de Northumberland, o conde de March e outros barões rebeldes não desistiram tão facilmente e mudaram de estratégia e começaram a conspirar com o arcebispo Scrope de York e Owain Glyn Dwr. O rei Henrique descobriu essa conspiração para dividir seu reino sob seus pés, e o conde de Northumberland fugiu para a Escócia. As coisas melhoraram para Henrique com o passar da década. Em março de 1406, o jovem príncipe Jaime, o futuro Jaime I da Escócia (1406-1437), foi capturado quando seu navio naufragou na costa leste da Inglaterra. O príncipe Jaime foi mantido como prisioneiro na Torre de Londres e um resgate pesado exigiu sua libertação. Infelizmente para Tiago, seu pai morreu logo depois e, embora ele tenha se tornado o rei da Escócia, ninguém apresentou o resgate e então ele foi mantido em confinamento confortável por 18 anos.
Em fevereiro de 1408 CE, depois que Henrique venceu a Batalha de Bramham Moor contra os rebeldes ingleses e galeses, Edmund Mortimer foi preso e tanto o arcebispo de York quanto o conde de Northumberland foram executados. Em 1409, a rebelião galesa foi finalmente reprimida quando os últimos rebeldes foram capturados no Castelo Harlech. Owain Glyn Dwr retirou-se para as montanhas e nunca mais se ouviu falar dele. O filho homônimo de Henrique liderou o exército que recuperou Harlech, capturando o filho mais velho de Owain Glyn Dwr no processo, e ele estava rapidamente se tornando a estrela da corte real. O príncipe Henrique, que era o "verdadeiro" príncipe de Gales, também liderou um exército para a França para explorar a anarquia local após a queda do rei Carlos VI da França na loucura, mas a expedição deu em nada. Ainda assim, o príncipe estava ofuscando seu pai e houve algum atrito entre os dois, especialmente sobre o desejo do príncipe de ter uma abordagem mais militarista com sua grande rival, a França. A hora do Henrique mais jovem chegaria em breve.

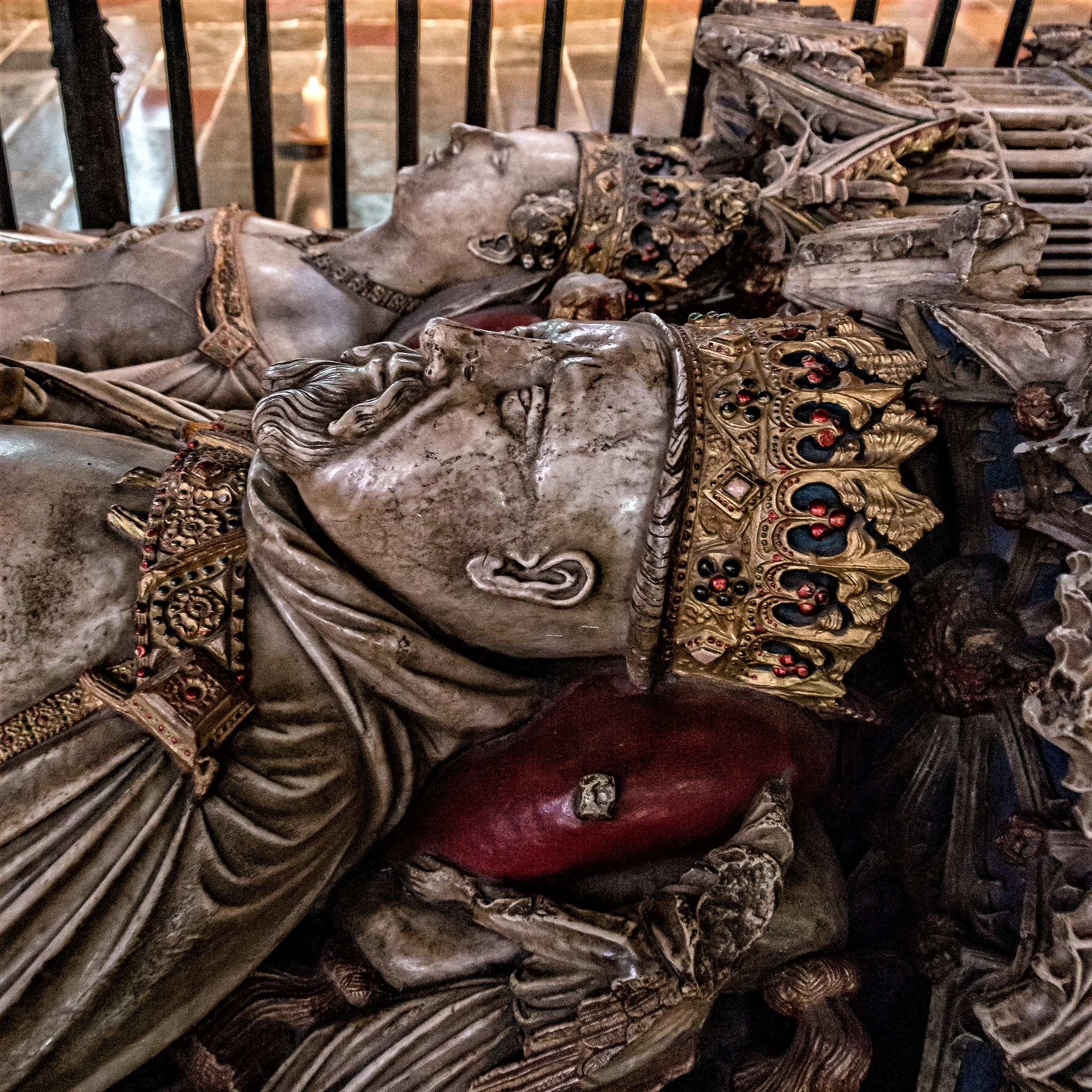
Tumba de Henrique IV da Inglaterra e sua esposa Joana de Navarra na Catedral de Canterbury.

### O longo Parlamento
Outra fonte de atrito na corte era o relacionamento do rei com o Parlamento. O chamado 'Parlamento Longo' de 1406 EC durou um tempo incomumente longo de março até dezembro, enquanto deliberava sobre a sempre espinhosa questão das finanças do Estado. O Parlamento não ficou impressionado com a falta de sucesso contra os rebeldes galeses ou com a presença de tropas francesas no País de Gales. Os altos impostos do rei não estavam rendendo nenhum resultado no campo de batalha, os gastos da corte eram considerados excessivos e o Parlamento insistia que, no mínimo, o rei deveria ouvir suas preocupações antes de endossar uma nova rodada de impostos. Assim, o 'Parlamento Longo' foi mais um pequeno passo no longo caminho para uma monarquia constitucional.

## Morte e Sucessor
Henrique IV morreu em 20 de março de 1413. Ele tinha apenas cerca de 46 anos e vinha definhando, atormentado por doenças possivelmente lepra ou eczema grave desde 1406. Além disso, o rei sofreu vários derrames no final de sua vida, quando sua mente já estava há muito tempo atormentada pelo remorso por ter tratado o rei Ricardo. Ele foi enterrado na Catedral de Canterbury. Henrique foi sucedido por seu filho de 25 anos, Henrique V da Inglaterra, que foi coroado na Abadia de Westminster em 9 de abril de 1413. Henrique V se tornou um dos grandes monarcas lutadores da história europeia ao derrotar os franceses na Batalha de Agincourt em 1415 e capturar a Normandia e Paris. No entanto, seu reinado seria breve, interrompido pela doença, e a expulsão do legítimo rei Ricardo viria a assombrar os descendentes de Lancastre enquanto as duas casas de Lancastre e Iorque lutavam pelo trono no que ficou conhecido como a Guerra das Rosas (1455-1487).

## Casamentos e descendência

### Primeiro casamento: Maria de Bouhn
A data e local do primeiro casamento de Henrique com Maria de Bouhn são incertos, mas a sua licença de casamento, obtida pelo pai de Henrique, João de Gante em junho de 1380, encontra-se preservada nos National Archives. A data mais aceita para a cerimónia é 5 de fevereiro de 1381 na casa da família de Maria, Rochford Hall em Essex. O cronista Jean Froissart, que foi quase seu contemporâneo, relata o rumor de que a irmã de Maria, Leonor de Bohun, teria raptado Maria do Castelo de Pleshey, tendo-a levado para o Castelo de Arundel, onde ela foi noviça. A intenção de Leonor era controlar a parte da herança de Maria (ou para permitir que o seu marido, Tomás, Duque de Glouster a controlasse). Foi aí que eles persuadiram Maria a casar-se com Henrique. Maria morreu em 1394 a dar à luz a filha mais nova do casal, Filipa.
O casal teve seis filhos:
|  | Nome                                       | Nascimento             | Morte                   | Consorte (datas de nascimento e morte) filhos |
|  | Henrique V de Inglaterra                   | 16 de setembro de 1386 | 31 de agosto de 1422    | Casado em 2 de junho de 1420, Catarina de Valois; com descendência (Henrique VI de Inglaterra) |
|  | Tomás de Lencastre, Duque de Clarence      | Outono de 1387         | 22 de março de 1421     | Casado em novembro ou dezembro de 1411, Margarida Holland; sem descendência |
|  | João de Lencastre, Duque de Bedford        | 20 de junho de 1389    | 14 de setembro de 1435  | Primeiro casamento Ana de Borgonha sem descendência; Segundo casamento Jacquetta de Luxemburgo sem descendência                                                                                                |
|  | Humberto de Lencastre, Duque de Gloucester | 1390                   | 23 de fevereiro de 1447 | Primeiro casamento Jacqueline, Condessa de Hainaut e Holanda sem descendência O casamento foi anulado em 1428; Segundo casamento Eleanor Cobham com descendência (Arthur de Gloucester Antigone de Gloucester) |
|  | Branca de Inglaterra                       | 1392                   | 22 de maio de 1409      | Casada em 6 de julho de 1402, Luís III, Eleitor do Platinado, com descendência (Roberto da Baviera e natimorto)                                                                                                |
|  | Filipa da Inglaterra                       | 1394                   | 5 de janeiro de 1430    | Casada em 26 de outubro de 1406, Érico da Pomerânia, sem descendência |

Henrique teve quatro rapazes do seu primeiro casamento, sendo um fator forte para a sua eleição para o trono. Em contraste, Ricardo II não tinha filhos e o seu herdeiro, Edmund Mortimer tinha apenas sete anos. Os únicos filhos de Henrique que tiveram filhos legítimos e que atingiram a idade adulta foram Henrique V e Branca, cujo filho, Roberto, foi herdeiro do Eleitorado do Palatinado até à sua morte com 20 anos. Três dos filhos de Henrique tiveram filhos ilegítimos. A linha masculina de Henrique da casa de Lencastre extinguiu-se em 1471, durante a Guerra das Rosas com a morte do seu neto, Henrique VI e do filho deste, Eduardo, Príncipe de Gales.

### Segundo casamento: Joana de Navarra
Henrique casou-se com Joana, a filha de Carlos II de Navarra, em Winchester. Ela era a viúva de João V, Duque da Bretanha, com quem teve quatro filhas e quatro filhos. Contudo, deste casamento não nasceram filhos.

### Amantes
Henrique IV teve um filho de uma amante desconhecida:
- Edmund Leboorde (1401 – pouco antes de 19 de dezembro de 1419)